# وونیج
وونیج (انگلیسی: Vonage) شرکت مخابرات آمریکایی است، که در سال ۲۰۰۱ توسط جف پالور و جفری سیترون تأسیس شد.